# Đà điểu đầu mào phương bắc
Đà điểu đầu mào phương bắc (Casuarius unappendiculatus) là một loài đà điểu đầu mào trong họ Đà điểu châu Úc.
Nó có bộ lông lởm chởm màu đen, mặt và cổ màu xanh da trời, màu đỏ trên gáy và hai yếm thịt màu đỏ dài khoảng 17,8 cm treo xuống xung quanh cổ họng. Bàn chân là rất lớn và mạnh mẽ với móng vuốt dài, như dao găm, trên ngón chân trong. Chim trống và chim mái có bộ lông như nhau. Chim trống nặng 30 đến 37 kg (66 đến 82 lb), nhỏ hơn chim mái nặng trung bình 58 kg (128 lb), khiến nó là loài chim nặng thứ ba còn sống trên thế giới sau đà điểu châu Phi và đà điểu đầu mào phương nam. Loài chim này dài 149 cm (4,9 ft) và cao 1,5–1,8 m (4,9–5,9 ft). So với đà điểu đầu mào phương nam, đà điều đầu mào phương bắc có mỏ ngắn hơn một chút, dài 12 đến 13,7 cm (4,7 đến 5,4 in), nhưng có khối tụ xương cổ chân dài hơn một chút, dài 28 đến 33,2 cm (11,0 đến 13,1 in).

## Hình ảnh

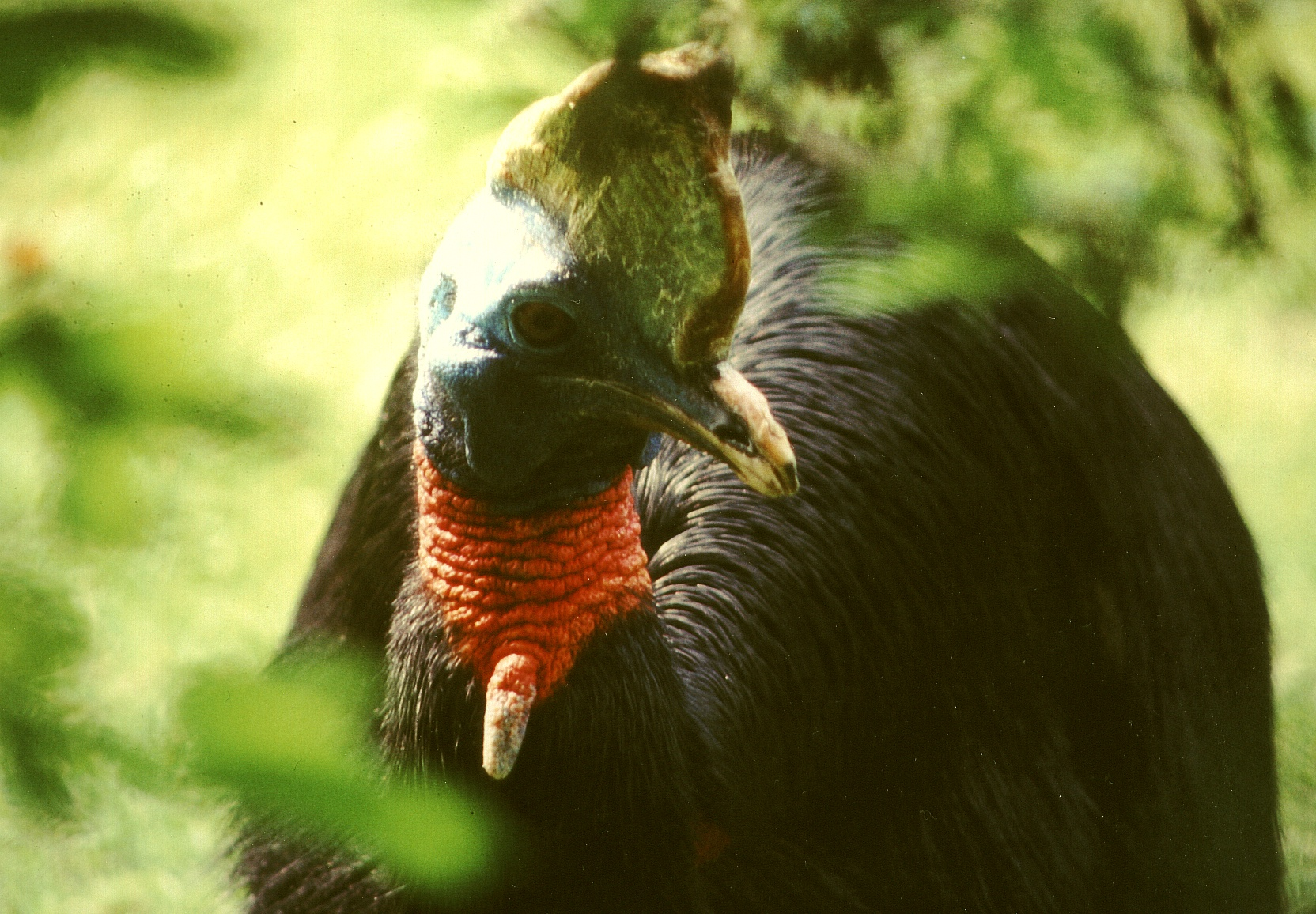
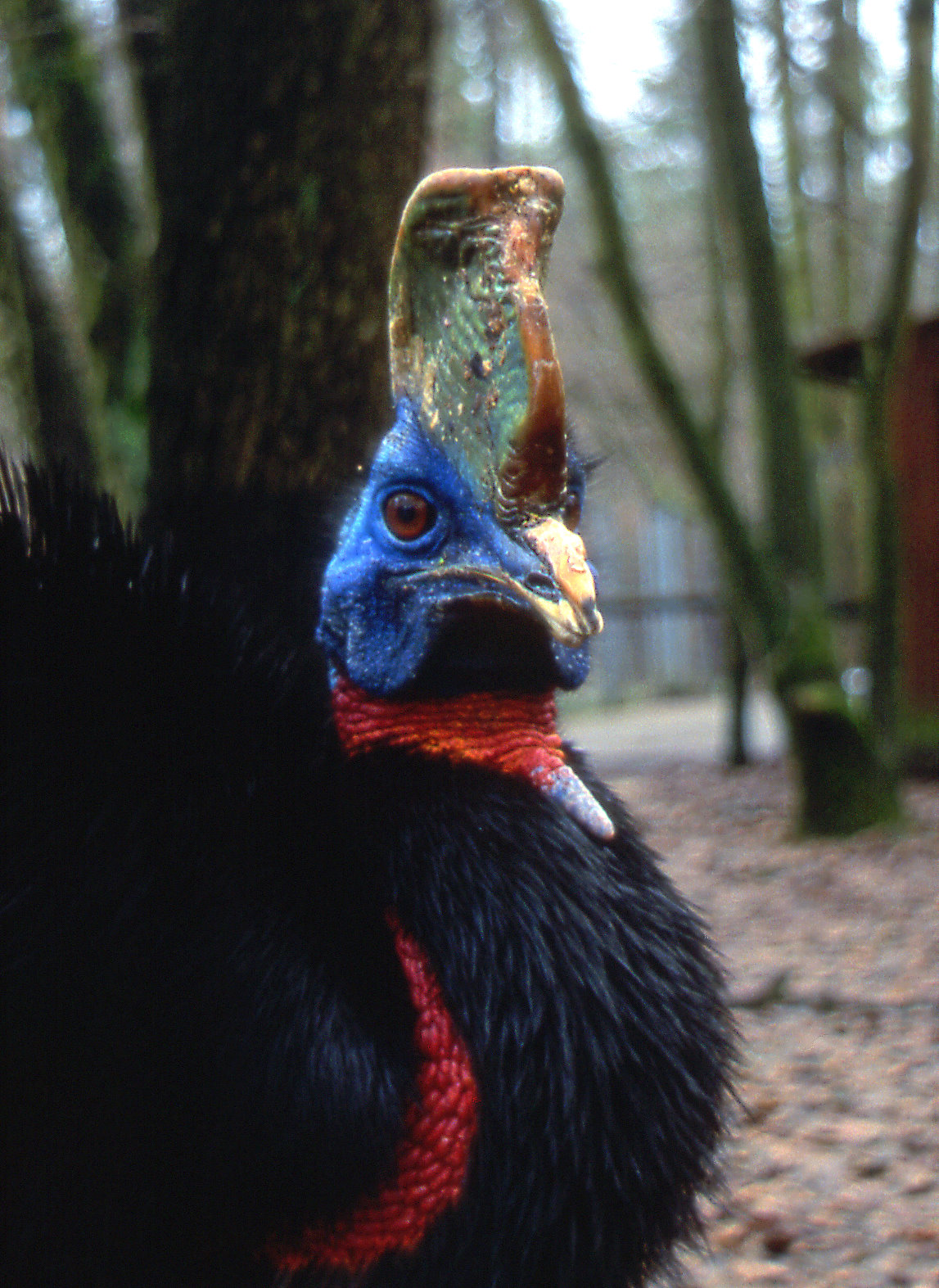